# Spergularia stenocarpa
Spergularia stenocarpa är en nejlikväxtart som först beskrevs av Philippi, och fick sitt nu gällande namn av Ivan Murray Johnston. Spergularia stenocarpa ingår i släktet rödnarvar, och familjen nejlikväxter. Inga underarter finns listade i Catalogue of Life.